# Torneo Nacional de Boxeo Playa Girón 2002
Das Torneo Nacional de Boxeo Playa Girón 2002 wurde vom 23. Januar bis zum 1. Februar 2002 in Las Tunas ausgetragen und war die 41. Austragung der nationalen kubanischen Meisterschaften im Amateurboxen.

## Medaillengewinner
Die Meistertitel wurden in elf Gewichtsklassen vergeben.
| Gewichtsklasse   | Gold                 | Silber               | Bronze |
| ---------------- | -------------------- | -------------------- | ------ |
| Klasse bis 48 kg | Yan Barthelemí       | Yuriorkis Gamboa     |        |
| Klasse bis 51 kg | Yankel Leon          | Osvaldo Liranza      |        |
| Klasse bis 55 kg | Guillermo Rigondeaux | Eugenio Fonseca      |        |
| Klasse bis 59 kg | Mario Kindelán       | Rencise Pérez        |        |
| Klasse bis 63 kg | Estenio Gutiérrez    | Rudinelson Hardy     |        |
| Klasse bis 67 kg | Yudel Johnson        | Richard Valliant     |        |
| Klasse bis 71 kg | Damián Austin        | Daniel Hurtado       |        |
| Klasse bis 76 kg | Yordanis Despaigne   | Manuel Drake         |        |
| Klasse bis 82 kg | Yohanson Martínez    | Vladimir Linares     |        |
| Klasse bis 88 kg | Noel Pérez           | Yoan Pablo Hernández |        |
| Klasse bis 95 kg | Odlanier Solís       | Luis Ortiz           |        |